# Matsknutsgårdarna
Matsknutsgårdarna är ett bostadsområde i västra Borlänge.

## Tätorten
1960 avgränsade SCB här en tätort med 232 invånare inom Stora Tuna landskommun. 1975 hade tätorten vuxit samman med Borlänge tätort. Vid 2010 års tätortsavgränsning ligger Matsknutsgårdarna fortfarande inom Borlänge tätort.